# Carl H. Eigenmann
Carl Henry Eigenmann est un ichtyologiste américain d’origine allemande, né le 9 mars 1863 à Flehingen et mort le 24 avril 1927 à San Diego.
Avec sa femme Rosa Smith Eigenmann (1858-1947), il décrit de nombreux poissons d’Amérique du Nord et du Sud.

## Biographie
Sa famille s’installe à Rockport (Indiana) alors qu’il n’avait que 14 ans. Il étudie à l’université de l'Indiana où il étudie notamment auprès de David Starr Jordan (1851-1931). Il reçoit son baccalauréat en 1886 et part s’installer peu après en Californie. Il rencontre alors Rosa Smith, dont les travaux sur les pêcheries de la côte ouest étaient réputés. Il se marient le 20 août 1887. Ils partent pour l’université Harvard où ils étudient les collections rassemblées par Louis Agassiz (1807-1873) et Franz Steindachner (1834-1919). Ils commencent alors de faire paraître leurs publications communes.
Le couple s’installe à San Diego en 1888, où Carl Eigenmann devient conservateur de la Société d’histoire naturelle et contribue à la fondation du Laboratoire biologique de la ville. Il reçoit son doctorat à l’université de l’Indiana en 1889 et commence à enseigner la zoologie deux ans plus tard.
En 1892, le fameux zoologiste Albert Charles Lewis Günther (1830-1914) finance la première expédition d’Eigenmann, un voyage à travers l’ouest de l’Amérique du Nord durant lequel il récolte de nombreuses espèces. Ses voyages suivants sont consacrés à l’étude des poissons aveugles et des salamandres des grottes de l’Indiana, puis des grottes du Texas, du Missouri et de Cuba.
Il séjourne à l’université de Fribourg-en-Brisgau en 1906-1907. En 1908, Eigenmann devient le doyen de l’université de l’Indiana. La même année, il reçoit le soutien du Muséum Carnegie de Pittsburgh pour un voyage en Amérique du Sud et, en septembre 1908, pour une expédition en Guyane britannique. Cela lui permet de récolter 25 000 spécimens, dont 128 nouvelles espèces et 28 nouveaux genres. Il acquiert en 1910, une partie de la bibliothèque d’Albert Charles Lewis Günther (1830-1914). Ses voyages suivants le conduisent en Colombie, en 1912, dans les Andes, en 1918. Rosa continue de collaborer avec lui mais moins régulièrement. Parmi leurs cinq enfants, une fille était handicapée et un fils a dû être placé dans une institution, un fardeau qui a été, pour l’essentiel, porté par Rosa.
Eigenmann passe ses dernières années à rédiger des rapports sur ses voyages et à aider de jeunes collègues à organiser des missions scientifiques. Il est élu à la National Academy of Sciences en 1923. Eignemann est victime d’une attaque en 1927 et la famille repart alors à San Diego. Sa bibliothèque est acquise par Carl Leavitt Hubbs (1894-1979).
En 1970, une résidence étudiante nouvellement construite sur le campus de l’université de l'université de l'Indiana (Bloomington) est baptisée de son nom.